# Ambauka
Ambauka és un grup de música familiar nascut el 2008 a Molins de Rei, conegut inicialment amb el nom Ambäukatunàbia. Les seves cançons combinen lletres amb valors i músiques populars i modernes que incorporen instruments tradicionals com la gralla o la tenora.
El 2012 publica el videoclip de La llegenda de Sant Jordi, que supera els dos milions i mig de reproduccions a Youtube. L'any 2014, aquesta cançó, forma part del seu segon disc, Tal dia farà un any!.
L'any 2019 Ambauka publica el seu tercer disc, De cap per avall. Aquest disc compta amb les col·laboracions de Cesk Freixas, Arnau Tordera, Roba Estesa i El Pot Petit. El disc inclou la cançó El menjar no es llença, creada conjuntament per conscienciar sobre el malbaratament alimentari.
Arran de la pandèmia, el 2020 el grup va gravar la pel·lícula Ambauka i el fantasma Bububú. Al film, els membres d'Ambauka viuen una aventura en una casa abandonada. La pel·lícula va ser la plataforma de llançament del senzill Podem amb tot. Uns mesos més tard, el 2021, el grup estrena el senzill Cultura al carrer, per revifar la cultura popular després de la pandèmia.
El 2022, publiquen el conte il·lustrat sobre la cançó La llegenda de Sant Jordi, amb textos de Laia Figueras i il·lustracions de Josep Miquel Janés, guitarrista del grup. El 2023, publica el seu quart disc d'estudi, Peti qui peti!, un disc de dotze cançons que compta amb les col·laboracions de The Penguins i de Júlia Serrasolsas.

## Discografia
- Mira com sona! (autoedició, 2010)
- Tal dia farà un any! (autoedició, 2014)
- De cap per avall (La catenària, 2019)
- Peti qui peti! (La catenària, 2023)